# Live on the Battlefield
Live on the Battlefield – pierwszy album koncertowy Anthony’ego B, jamajskiego wykonawcy muzyki reggae i dancehall.
Ten dwupłytowy album został wydany 9 lipca 2002 roku przez jamajską wytwórnię Jahmin' Records. Znalazło się na nim nagranie z koncertu Anthony’ego w Tuluzie w lipcu 2001 roku. Produkcją nagrań zajął się Richard "Bello" Bell. Album doczekał się kilku reedycji, wydanych przez On The Corner Records (2005), Nocturne Records (2006) oraz Tad's Records (2008, także w postaci DVD).

## Lista utworów

### CD 1
1. "Intro: Burnin & Lootin"
2. "Storm Winds"
3. "Hurt The Heart"
4. "Universal Struggle"
5. "Raid The Barn"
6. "Good Life"
7. "Joy"
8. "Mr. Heartless"
9. "Equal Rights"
10. "Johnny B. Goode"
11. "Fire Pon Rome"
12. "Swarm Me"
13. "Waan Back"
14. "Cut Out That"
15. "Fire Dance"

### CD 2
1. "I Don't Wanna Lose"
2. "Bun Down Sodom"
3. "One Thing"
4. "Prophecy A Reveal"
5. "Damage"
6. "Family Business"
7. "Jerusalem"
8. "Stand Up & Fight"
9. "Musical Fire"
10. "One Love - Instrumental"
11. "Give Thanks"
12. "Fireman"
13. "Rumour"
14. "Love Or Infatuation"
15. "Redder Than Red / Faxx"